# Вице-президент Бенина
Вице-президент Бенина (фр. Vice président du Bénin) — вторая по важности должность в Республике Бенин после президента. Вице-президент избирается вместе с президентом во время президентских выборов.
Должность Вице-президента Бенина была впервые создана в 1960-м году. В 1965-м она была заменена должностью Премьер-министра. После того, как в Конституцию Бенина в 2019-м были внесены поправки, титул вице-президента был восстановлен. Текущим Вице-президентом является Мариам Талата.

## Вице-президенты Дагомеи
| Имя                       | Начало срока   | Конец срока | Примечания |
| ------------------------- | -------------- | ----------- | ---------- |
| Суру-Миган Апити          | 1 августа 1960 | 1963        | [ 3 ]      |
| Жюстен Ахомадегбе-Тометен | Январь 1964    | Ноябрь 1965 | [ 3 ]      |

## Вице-президенты Бенина
| Имя           | Начало срока | Конец срока | Примечания |
| ------------- | ------------ | ----------- | ---------- |
| Мариам Талата | 24 мая 2021  | Действующий | [ 4 ]      |